# Salem (Kentucky)
Salem é uma cidade localizada no estado americano de Kentucky, no Condado de Livingston.

## Demografia
Segundo o censo americano de 2000, a sua população era de 769 habitantes.
Em 2006, foi estimada uma população de 764, um decréscimo de 5 (-0.7%).

## Geografia
De acordo com o United States Census Bureau tem uma área de
2,0 km², dos quais 2,0 km² cobertos por terra e 0,0 km² cobertos por água.

## Localidades na vizinhança
O diagrama seguinte representa as localidades num raio de 20 km ao redor de Salem.